# Derobrochus marcidus
Derobrochus marcidus is een fossiele soort schietmot uit de familie Polycentropodidae.